# ブラディミール・マリン
ブラディミール・マリン・リオス（Vladimir Marín Ríos, 1979年9月26日 - ）は、コロンビア・アンティオキア県出身のサッカー選手。ポジションはミッドフィールダー。

## 経歴
地元のクラブであるデポルティーボ・リオネグロにてプロキャリアを始める。
コロンビア代表として2010 FIFAワールドカップ・南米予選に出場。

## 所属クラブ
- デポルティーボ・リオネグロ（スペイン語版） 1998-2000
- ホルヘ・ウィルステルマン 2001-2004
- アトレチコ・パラナエンセ 2005
- CAインデペンディエンテ 2006
- アトレティコ・ナシオナル 2006
- リベルタ 2007-2010

→ デポルティーボ・トルーカFC 2009-2010
- クルブ・オリンピア 2011-2012
- デポルティーボ・カリ 2012-2014
- インデペンディエンテ・メデジン 2014-2015
- リオネグロ・アギラス 2015
- スポルティボ・ルケーニョ 2016-2017

## 代表歴
- 2006年 - 2009年 コロンビア代表
  - 代表通算 - 14試合1得点
  - 2007年 - コパ・アメリカ